# Gnadenberg (Berg bei Neumarkt in der Oberpfalz)
Gnadenberg ist ein Gemeindeteil der Gemeinde Berg bei Neumarkt in der Oberpfalz im Landkreis Neumarkt in der Oberpfalz in Bayern.

## Geografie
Das Pfarrdorf liegt im Oberpfälzer Jura auf circa 423 m ü. NHN (ehemalige Schule) am südlichen Hang des Klosterberges mit dem Gnadenberger Wald. Der Gemeindesitz ist etwa 5 km entfernt. Im Süden des Ortes fließt die Schwarzach vorbei.

## Geschichte
1386 ist erstmals von einem Hof Eichelberg die Rede, auf dessen Areal ein halbes Jahrhundert später das Birgittenkloster Gnadenberg entstand; in diesem Jahr kam der Eichelberg samt dem Hof, nach Aussage einer Urkunde von 1434 Reichsgut, vom Ritter Martin Förtsch auf Schloss Haimburg an F. Teininger und von diesem an Göswein/Gößwein von Tann/Thann zu Hirschberg. Im 15. Jahrhundert erwarb Pfalzgraf Johann von Neumarkt um 500 Gulden den Hof „Eichlberg im Eystetter (= Eichstätter) Bistumb“, am Berg „under Heinburg (= Haimburg)“ gelegen, um hier auf Betreiben seiner Ehefrau, der schwedischen Königstochter Katharina von Pommern-Stolp, 1426 nach Einholung der päpstlichen Erlaubnis vom Jahre 1420 ein Birgittenkloster zu gründen, das 1433 gebaut wurde und nach dem Willen des Pfalzgrafen die Bezeichnung „Gnadenberg“ erhielt und 1438 durch Albrecht II. von Hohenrechberg, Bischof von Eichstätt, geweiht wurde. Das Kloster, an der Grenze zur benachbarten Territorialmacht Reichsstadt Nürnberg gelegen, war für den Pfalzgrafen von besonderer Bedeutung, da er mit diesem seine landesherrliche Gewalt gegenüber der Reichsstadt festmachen konnte, zumal Nürnberger Patriziergeschlechter in seinem Amt Haimburg auf vielen Gütern die Grundherrschaft ausübten. Und im Kloster selber wirkten meist Nonnen und Äbtissinnen aus diesen Familien und brachten reiche Besitzungen ein. In der Folgezeit war die Geschichte des Ortes bis zur Säkularisation 1803 eng mit der Geschichte des Klosters bzw. des nach Aufhebung des Klosters 1556 im Jahre 1563 errichteten weltlichen Klosterrichteramtes verknüpft, das im Amt Haimburg zu einer fast bedeutungslosen Grundherrschaft verfiel. Zudem versank am 23. April 1635 das Klostergebäude mitsamt der Klosterkirche von 1512/18 und der Schule in Schutt und Asche, angezündet von den Schweden. Als Ersatz wurde 1655 das Refektorium des ehemaligen Klosters zur Kirche umgestaltet.
1439 kaufte Pfalzgraf Johann die Pfarrkirche zu Hagenhausen mit dem Kirchensatz und schenkte sie dem Kloster. Das Kloster selber lag im Pfarrbezirk Sindlbach. Der dortige Pfarrer übte seine Rechte über Gnadenberg bis zur Reformation aus. In Gnadenberg selber gab es seit 1454 eine Kaplanei; mit dem Bau der Klosterkirche hatte man 1451 begonnen, die Weihe erfolgte erst 1483. Im frühen 16. Jahrhundert hatte die Reichsstadt Nürnberg nach gewaltsamen Vorgehen für kurze Zeit (1504 bis Dezember 1521) die Vogtei über das durch den Landshuter Erbfolgekrieg ansonsten nur leicht beschädigte Kloster inne; sie fiel wieder an die Pfalzgrafschaft zurück. 1671 wurden die vom Klosterrichteramt verwalteten Einkünfte aus dem Grundbesitz des ehemaligen, nach der Reformation nicht wiederaufgebauten Klosters Gnadenberg von Kurfürst Ferdinand Maria den Salesianerinnen zu St. Anna in München zugewiesen, laut einem Verzeichnis von 1650 im Dorf Gnadenberg die Klosterruine mit der Ringmauer, darin das Wirtshaus mit Brauerei, ein Bauernhof, eine Bäckerei, eine Schmiede, ein Badhaus und ein kleines Gütl sowie außerhalb der Klostermauer die Klostermühle.
Als im Dreißigjährigen Krieg 1639 die herzogliche Regierung von Amberg von den ihr unterstellten Ämtern Berichte über die Belegungsfähigkeit in den einzelnen Orten für das Winterquartier von Truppen anforderte, führte das Klosterrichteramt für Gnadenberg nur vier Höfe auf; die anderen ca. zehn Höfe lagen wohl öd oder hatten nicht mehr die erforderlich wirtschaftliche Kraft. 1702 wurden die Filialen Ober- und Unterölsbach von der Pfarrei Sindlbach abgetrennt und mit der Pfarrei Gnadenberg vereinigt; 1726 wurde der ruinöse Pfarrhof Gnadenbergs neu gebaut; ein Jahr später wurde ein neuer Friedhof angelegt. In Gnadenberg gab es ein adeliges Landsassengütl; dieses sogenannte Mönchshaus-Rittergütl, das lediglich aus einem kleinen Gebäude und zwei Gärten bestand, erwarben die Löfen, die während der Reformation vom Pfalzgraf Friedrich mit der Hofmark Heimhof belehnt worden waren. 1726 kaufte es Sebastian von Anethan und 1738 von Vallende. 1740 ging auch dieses Gütl an die Münchener Salesianerinnen über.
Gegen Ende des Alten Reiches, um 1800, bestand Gnadenberg aus 14 Höfen, die hochgerichtlich dem Pflegamt Haimburg, niedergerichtlich dem Klosterrichteramt Gnadenburg unterstanden. Es handelte sich um vier Halbhöfe, drei Achtelhöfe und sieben Sechzehntelhöfe. Außerdem gab es im Dorf das gemeindliche Hirtenhaus, die Amtswohnung des Klosterrichters, die Wohnung des Gerichtsdieners, das ehemalige Mauthaus, das ehemalige Försterhaus und das Bräuhaus.
Im Königreich Bayern (1806) wurde der Steuerdistrikt Oberölsbach, bei der Gemeindebildung um 1810/20 die Ruralgemeinde Oberölsbach gebildet, die neben Oberölsbach noch Reichenholz, Unterölsbach, Gnadenberg, den Irleshof und die Klostermühle umfasste. Diese Gemeinde war zunächst dem Landgericht Pfaffenhofen, dann bei dessen Auflösung dem Landgericht Kastl im Bezirksamt Velburg unterstellt. Im Zuge der Gebietsreform in Bayern wurde die Gemeinde Oberölsbach aufgelöst; sämtliche Gemeindeteile wurden zum am 1. Mai 1978 nach Berg eingemeindet.

### Einwohnerentwicklung
- 1836: 176 (25 Häuser/Höfe)[13]
- 1900: 132 (24 Wohngebäude)[14]
- 1937: 138[15]
- 1961: 208 (39 Wohngebäude)[16]
- 1987: 219 (64 Wohngebäude, 88 Wohnungen)[17]
- 2015: 199[18]

## Sehenswürdigkeiten
- Klosterruine
- Toreinfahrt der Ortsbefestigung, 2023 durch einen Lkw zerstört[19]
- Pfarrkirche St. Brigitta, ehemaliges Klosterrefektorium, mit Dachreiter

## Verkehrsanbindung
Gnadenberg liegt 2 km nordwestlich der Ausfahrt 91 der A 3. Durch den Ort führt die nach Altdorf bei Nürnberg führende Staatsstraße 2240, von der westlich des Ortes eine Gemeindeverbindungsstraße nach Hagenhausen und weiter nach Altdorf bei Nürnberg abzweigt.

## Persönlichkeiten
- Johann Baptist Anton Wimmer (1793–1870), Verwaltungsjurist und Politiker